# João Massena Melo
João Massena Melo (Palmares, 18 de agosto de 1919) foi vereador do então Distrito Federal e deputado estadual no estado da Guanabara, além de militante e dirigente do Partido Comunista Brasileiro (PCB), operário tecelão e metalúrgico. Após preso e torturado durante a ditadura, Massena é dado como desaparecido desde o dia 3 abril de 1974 . É um dos casos investigados pela Comissão da Verdade, que apura mortes e desaparecimentos na ditadura militar brasileira.

## Biografia
Filho do carpinteiro Sebastião Massena Melo e da costureira Olímpia Melo Maciel , João Massena Melo nasceu em Água Preta, no então distrito de Palmares – entre os atuais estados de Pernambuco e Ceará. Mais tarde, no Rio de Janeiro, Massena trabalhou como balconista em um pequeno armazém, e, posteriormente, como operário tecelão na Fábrica de Tecido Nova América e metalúrgico . João Massena conviveu com Agildo Barata e Carlos Marighella quando esteve preso na Ilha de Fernando de Noronha durante a ditadura do Estado Novo, instaurada por Getúlio Vargas, entre 1937 e 1945, segundo relatório da Comissão da Verdade. Casou-se em 1947  com Ecila Francisca Massena Melo, com quem teve três filhos. Viveu em Pernambuco até 1950, devido a perseguições políticas.

## Vida Política
Depois de atuar no Sindicato dos Metalúrgicos da Guanabara, João Massena teve dois mandatos cassados como político. Primeiro, em 1948, após ser eleito vereador do então Distrito Federal, em 1945, com a dissolução do Partido Comunista Brasileiro, pelo qual militava. Depois, em 1964, quando foi deputado estadual do então estado da Guanabara, eleito no ano de 1962, pelo PST (Partido Social Trabalhista). Foi cassado pela segunda vez de acordo com o artigo 10 do Ato  Institucional Número Um, de 9 de abril de 1964 , que diz que “os Comandantes-em-Chefe, que editam o presente Ato, poderão suspender os direitos políticos pelo prazo de dez (10) anos e cassar mandatos legislativos federais, estaduais e municipais”.
Usando os nomes fictícios João Augusto, Jacinto e Mário, Massena fez cursos universitários na União Soviética pelo PCB – segundo registros em relatório do DOPS/SP  – enquanto estava recluso por cinco anos (pelo “Processo das Cadernetas de Prestes” ), após condenado pelo Conselho Permanente de Justiça Militar, no dia 7 de julho de 1966 . Massena também foi eleito membro do comitê central do Partido Comunista.

## Prisões e Desaparecimento
Após ter sido acusado de tentar remontar o partido, foi preso e torturado por agentes da 2ª Auditoria da Marinha, tendo a casa saqueada e a família também presa, em 1970 . Massena foi mandado à Ilha das Cobras, enquanto sua família foi à Ilha das Flores. Posto em liberdade em fevereiro de 1973, ele voltou a morar no Rio de Janeiro com a família. Sobre a tortura que João Massena recebeu, sua filha Alice Massena Melo afirmou: “Meu pai poderia ter morrido em consequência das torturas, espancamentos e pendura pelos pés e mãos no chamado pau de arara ao mesmo tempo em que se lhe aplicava choques elétricos por todo corpo, quase enforcamento e outros requintes bestiais e horripilantes sofridas no quartel da Polícia do Exército, sediado na Rua Barão de Mesquita, nesta cidade” .
Em 3 de abril de 1974, Massena foi preso em São Paulo (para onde foi “tentar ganhar a vida”, segundo o filha Alice Massena Melo, em depoimento ), e segue desaparecido até hoje. Trechos do livro “Desaparecidos Políticos”, de Reinaldo Cabral e Ronaldo Lapa, explicam o momento do desaparecimento de Massena :
“A libertação de Massena, para sua mulher, foi uma verdadeira armadilha. Eles - os organismos de repressão - ficaram à espreita e, na primeira oportunidade, apanharam o ex-deputado. Massena escreveu sua última carta para a família. Marcava um encontro com sua mulher, que seria realizado num fim de semana, entre os dias 5 e 6 de abril. Ela foi ao encontro, esperou todo o fim de semana, mas Massena não apareceu. Então julgou que alguma coisa acontecera, mas ainda não colocara a prisão dele como uma possibilidade. No dia 20 de abril, o homem na casa de quem Massena se hospedara em São Paulo lhe informou que Massena saiu de casa dia 3 ou 4 de manhã, ‘apenas com a roupa do corpo, dizendo que voltaria para o almoço e não voltou'".
Em junho, no dia 26 do mesmo ano, Alice Massena Melo – filha de João – solicitou ao então Presidente da República, o General Ernesto Geisel, providências sobre onde estaria o pai . Após uma busca em todas as instituições (como cemitérios e hospitais), a família tomou conhecimento de que não havia registros de João Massena em nenhum local.
De acordo com artigo – com carimbo do DOPS – publicado pela Folha de S. Paulo, em 21 de setembro de 1978 , O Conselho Permanente de Justiça absolveu Massena, assim como Luiz Carlos Prestes, Marco Antônio Tavares Coelho e outros políticos.

## Homenagens
João Massena Melo é nome de rua no bairro da Paciência, no Rio de Janeiro .
Em maio de 2012, João Massena foi condecorado com a Medalha Dinarco Reis, pelo Partido Comunista Brasileiro. A neta de João, Joana Massena (cujo nome é uma homenagem ao avô) recebeu a lembrança em nome de João Massena .
Em 2015, foi homenageado com a Medalha Chico Mendes, concedida pelo Grupo Tortura Nunca Mais.

## Ver Também
- Lista de mortos e desaparecidos políticos na ditadura militar brasileira